# Семаківці (гміна)
Ґміна Сємаковце — адміністративна субодиниця Городенківського повіту Станіславського воєводства. Утворена 1 серпня 1934 року згідно з розпорядженням Міністерства внутрішніх справ РП від 21 липня 1934 за підписом міністра Мар'яна Зиндрама-Косьцялковського під час адміністративної реформи. Місто Городенка стало центром сільської ґміни Сємаковце. Ґміна утворена з попередніх самоврядних сільських гмін Далєшова, Колянкі, Міхальче, Поточиска, Сємаковце
У 1934 р. територія ґміни становила 91,37 км². Населення ґміни станом на 1931 рік становило 7 416 осіб. Налічувалось 1 576 житлових будинків.
Ґміна ліквідована в 1940 р. у зв’язку з утворенням району.